# Tratado de Ninfeu
O Tratado de Ninfeu (em latim: Nymphaeum) foi um tratado e um pacto de defesa mútua firmado entre o Império de Niceia e a República de Gênova em Ninfeu em março de 1261. Tinha por objetivo a defesa mútua em caso de ataque oriundo da República de Veneza, e ao mesmo tempo uma série de concessões aos genoveses, especialmente comerciais, incluindo um bairro na capital imperial.
Outro objetivo desse tratado consistia na assistência militar dos genoveses aos nicenos na eminência dum cerco à capital do Império Latino, embora nunca foi necessário. Este tratado teria enorme impacto tanto no restaurado Império Bizantino como na República de Gênova e ditaria a história de ambos por diversos séculos depois de assinado.

## Contexto
Após o saque de Constantinopla na Quarta Cruzada em 1204, o Império de Niceia foi criado como um dos Estados sucessores do Império Bizantino. Após um violento e caótico início, Niceia conseguiu manter seu domínio sobre os territórios ao longo da costa da Ásia Menor contra o Império Latino ao norte e contra os turcos seljúcidas a leste. Após um tratado de Ninfeu de 1214, conseguiu lentamente expandir suas fronteiras às custas dos inimigos latinos e reconquistou uma boa parte (mas não todo) o território bizantino original e, já em 1230, o Império Latino não passava da capital Constantinopla. Por volta do final da década de 1250 e início da de 1260, Veneza ainda mantinha uma considerável frota com trinta navios no Bósforo para manter o controle sobre os estreitos e para manter os nicenos em xeque.

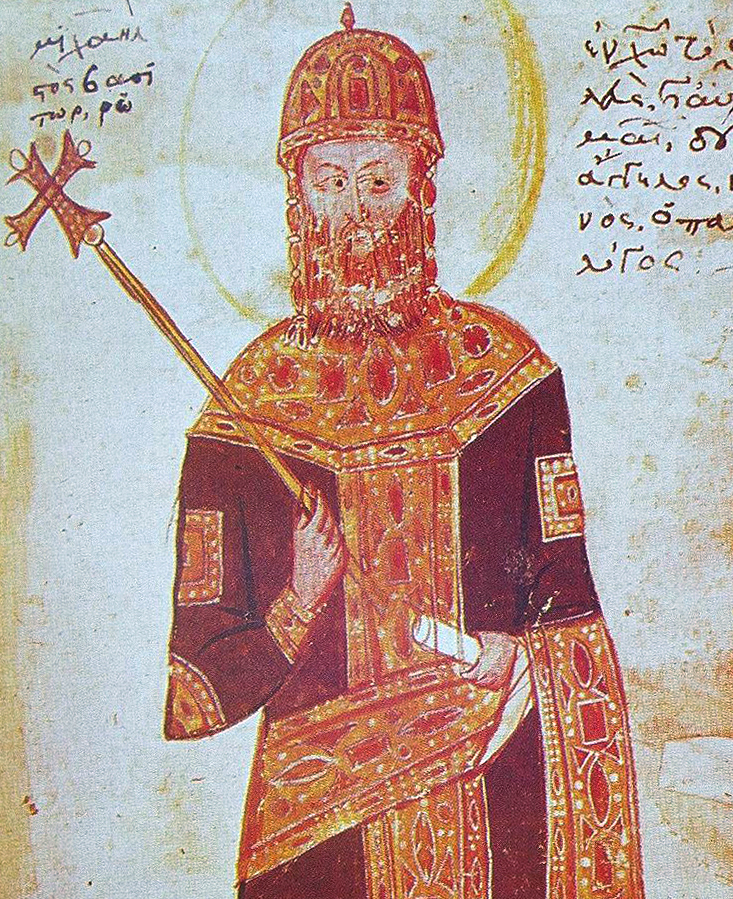
r..

A frota de Niceia - razoavelmente grande nesta época - foi capaz de retomar e exercer um controle efetivo sobre diversas ilhas do Egeu e já representava uma ameaça direta à Constantinopla controlada pelos latinos, mas ainda não era páreo para a frota veneziana aliada dos latinos. Este fato ficou claramente comprovado no cerco de Constantinopla em 1235, realizado por uma força conjunta niceno-búlgara, quando uma frota nicena com alegadas 100 naus foi derrotada por uma força veneziana quatro vezes menor. O fracassado cerco de 1260 também comprovou a necessidade de uma frota poderosa para apoiar qualquer ataque a Constantinopla.

## O tratado
Esta deficiência naval levou o imperador de Niceia, Miguel VIII Paleólogo (r. 1259–1261), a procurar uma aliança com os arquirrivais comerciais e navais de Veneza, a República de Gênova, que já estava em guerra contra Veneza. Em 13 de março de 1261, um acordo comercial e de defesa mútua foi firmado, pelo qual Gênova se aliaria aos nicenos no caso de uma guerra e proveria uma frota de até cinquenta navios para apoiar o planejado cerco niceno a Constantinopla, além de outros dezesseis a serem entregues imediatamente. Além disso, o tratado permitia que os nicenos comprassem cavalos e armas em territórios genoveses e que genoveses se alistassem nas forças nicenas. Em troca, os genoveses receberiam isenção de impostos comerciais  e de tarifas alfandegárias por todo o império, incluindo em seu próprio bairro em Pera, na costa do Chifre de Ouro de frente para Constantinopla. O Tratado de Ninfeu tinha um objetivo similar ao tratado bizantino-veneziano de 1082, no qual Veneza conseguira consideráveis concessões do império.

## Resultados

Localização de Pera (atual Beyoğlu) em Constantinopla

A despeito deste tratado, Constantinopla foi recapturada de surpresa por Aleixo Estrategópulo em 25 de julho de 1261 sem precisar da  ajuda dos genoveses. O Tratado de Ninfeu se tornou quase redundante para os bizantinos e Miguel VIII estava firme em seu propósito de criar uma forte marinha nacional. Porém, conforme Veneza e outros poderes católicos ameaçavam o Império Bizantino com invasões constantes, o tratado permaneceria válido, com pequenas modificações.
Para Gênova, o tratado teve um enorme impacto, pois foi a base sob a qual o império comercial dos genoveses se iniciou no Oriente Médio, especialmente através da transformação de Gálata (o subúrbio genovês em Pera, na outra margem do Chifre de Ouro) no maior centro comercial da região. Porém, no longo prazo, principalmente após a morte de Miguel VIII, o Império Bizantino se tornaria uma marionete nas mãos de venezianos e genoveses, conforme o poder comercial e a supremacia naval que eles um dia tiveram seria usurpada por piratas de ambos os lados.